# Notiophilus biguttatus
Notiophilus biguttatus es una especie de escarabajo del género Notiophilus, familia Carabidae. Fue descrita científicamente por Fabricius en 1779.
En Europa, la especie se encuentra en Austria, Bielorrusia, Bélgica, Bosnia y Herzegovina, Bulgaria, Corsica, Croacia, Chipre, República Checa, Dinamarca continental, Estonia, Islas Feroe, Finlandia, Francia continental, Alemania, Gran Bretaña, isla de Man, Hungría, Islandia, República de Irlanda, Italia continental, Kaliningrado, Letonia, Liechtenstein, Lituania, Luxemburgo, Moldavia, Irlanda del Norte, Macedonia del Norte, Noruega continental, Polonia, Portugal continental, Rusia, Cerdeña, Sicilia, Eslovaquia, Eslovenia, España continental, Suecia, Suiza, Países Bajos, Ucrania y Yugoslavia. También se ha introducido en América del Norte con registros canadienses tanto para las costas del Atlántico como del Pacífico: Nueva Escocia, Terranova, Nuevo Brunswick y Columbia Británica.
Mide 4.7 a 6 mm. Esta especie posee un color brillante, los élitros son claros, posee una cabeza grande con ojos saltones.